# براندان لوري
براندان لوري (بالإنجليزية: Brendan Lowry)‏ هو لاعب كرة القدم الغالية أيرلندي، ولد في 11 يوليو 1959 في Ferbane ‏ في جمهورية أيرلندا.